# 柏泉天主堂
柏泉天主堂，是一处天主教活动场所，位于湖北省武汉市东西湖区柏泉街道刘家咀。该天主堂原隶属于清末在柏泉地区创建的天主教修道院柏泉小修院（全称：汉口柏泉圣安多尼小修院）。内有多处建筑设施，现为武汉市文物保护单位，董光清亦葬于此。

## 历史

### 天主教在柏泉地区的早期发展
道光22年（1842年），天主教湖广教区首任主教李文秀来到柏泉地区并在此处购地修起了最早的“圣安多尼小修院”，但不久後便遭封闭。此后教会又租用附近的一座庙宇开办学校，但被乡民发现后又遭驱逐。:918

### 修道院的建立与发展

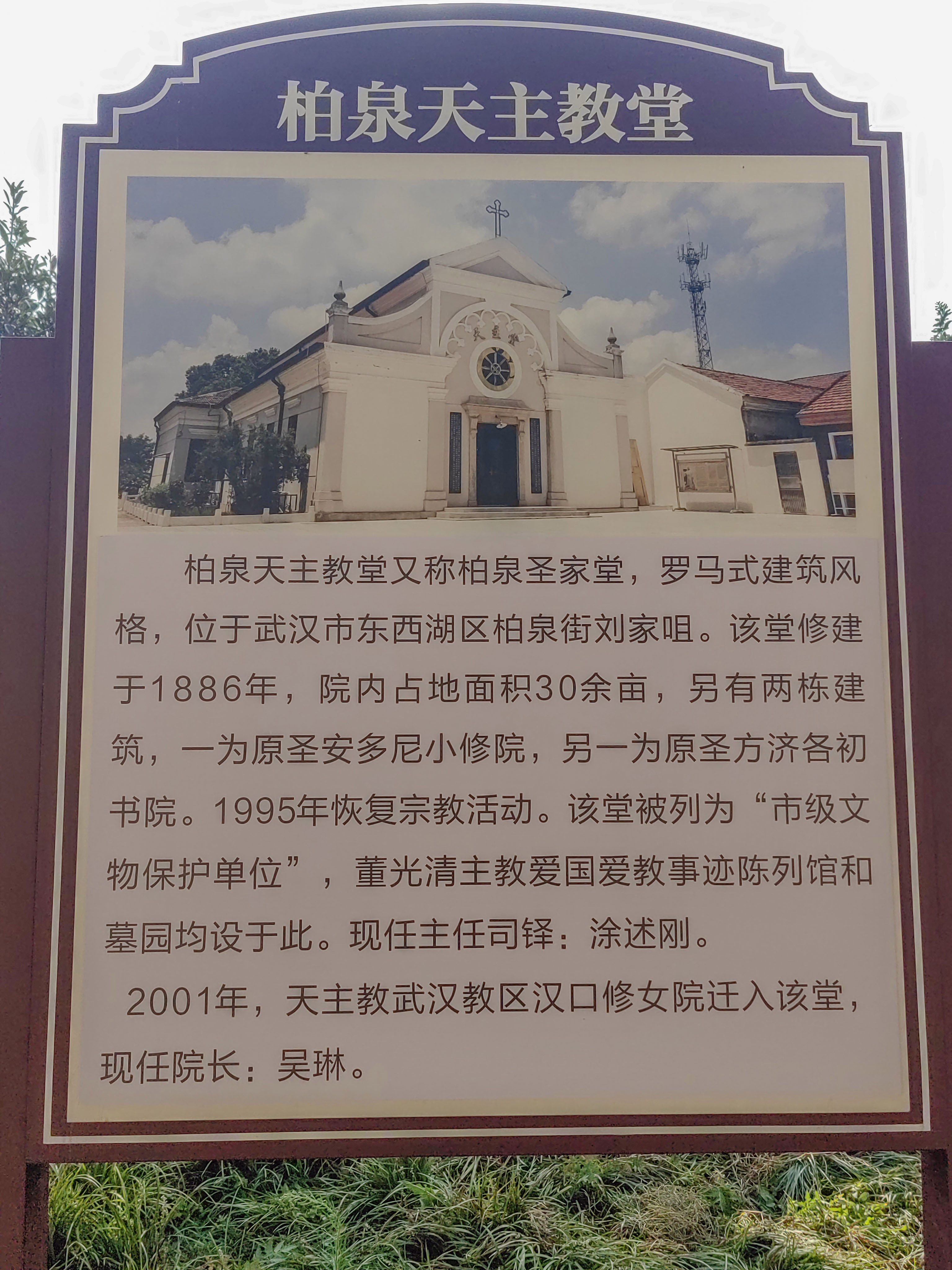
活动点门前的信息介绍

光绪2年（1876年），天主教会在柏泉刘嘴购地兴建本堂，另外在今红星八房湾及茅庙集设分堂:918。截至光绪18年（1892年），该大院中除宗教活动性质外，还有男孤儿院与公学圣家小学:70。光绪27年（1901年），湖北東境宗座代牧宗座代牧江成德令田瑞玉在柏泉天主堂本堂修建方济各会初学院和教区小修院，并于光绪29年（1903年）5月建成办学。民国35年（1946年）之前，柏泉小修院的院长均为意大利人，依次为：施善乐、马锡良、毕天爵、丁维扬、雷世善、路兰。1946年后，中国籍神父郑学文担任院长。
1949年后，圣家小学停办:70。1952年修道院停办:918。至停办前，共有700余人在柏泉小修院修习修生，其中在此毕业后进入大修院成为神父者约60余人:918。

### 改作他用
柏泉小修院停办后，先交解放军军政大学，后又改湖北省血吸虫病防治所。最后改交汉阳县第九中学使用，该中学后改名“柏泉中学”:803,919。其中，小修院教堂用作学校礼堂。1989年东西湖区准备将修院归还教会，并为柏泉中学修建新的校舍:919。

### 宗教活动再开
1994年，柏泉中学搬出，武汉市天主教会收回大院，并对教堂进行修复:919。修复后同年此处恢复宗教活动。1996年后，教区指派神父鲁树民、彭和洋管理。:106:9192001年，天主教武汉教区汉口修女院迁入此处。现天主堂内有教徒居住，负责维护教堂。

## 院落
柏泉天主堂院落中的建筑大体保存原貌，建筑占地约三公顷。其中涵盖多座建筑，主体建筑为2幢坐北朝南、平面呈“丁”字形的建筑，另有圣堂、修道院和厨房等辅助建筑。在大院中，还有董光清主教等墓冢所在的墓地以及董光清纪念堂。

### 东楼及西楼
东西两楼均为两层意大利风格建筑，两座建筑间有栈桥相连。东楼主要用作教学，起初名为“湖广圣家书院”，后又改两湖公学，最后定名柏泉圣安多尼小修院。内设神学院和中学课堂，共有教室10间。西楼为办公室，神甫、修士和教师住房，学生宿舍。:919

### 礼堂
内部使用的教堂（礼堂）建于在19世纪末20世纪初，约200余平方米，该堂奉圣家为主保，又名圣家堂，或称柏泉刘家嘴堂、柏泉天主堂。:919

### 其他建筑

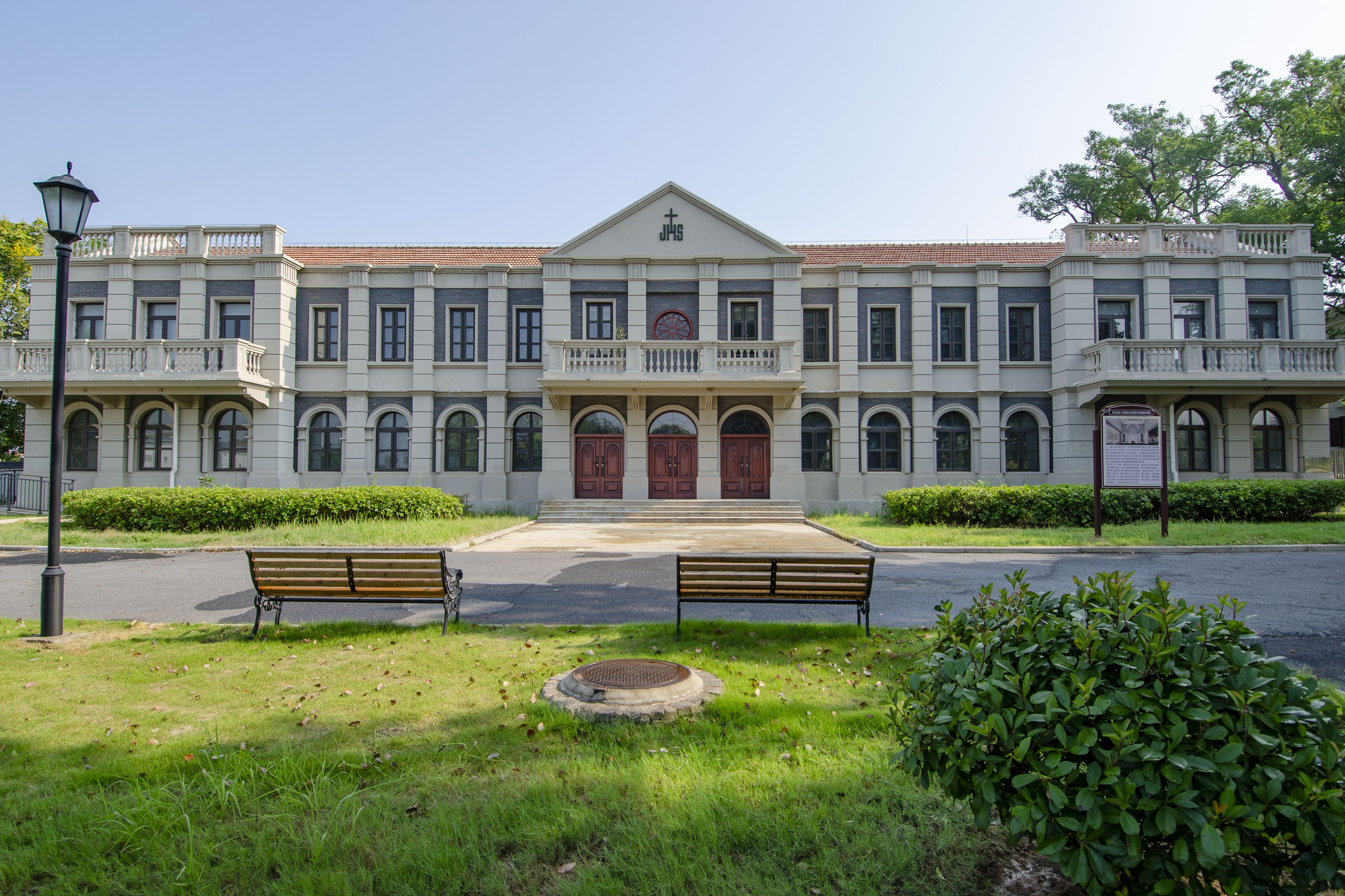
董光清主教纪念堂
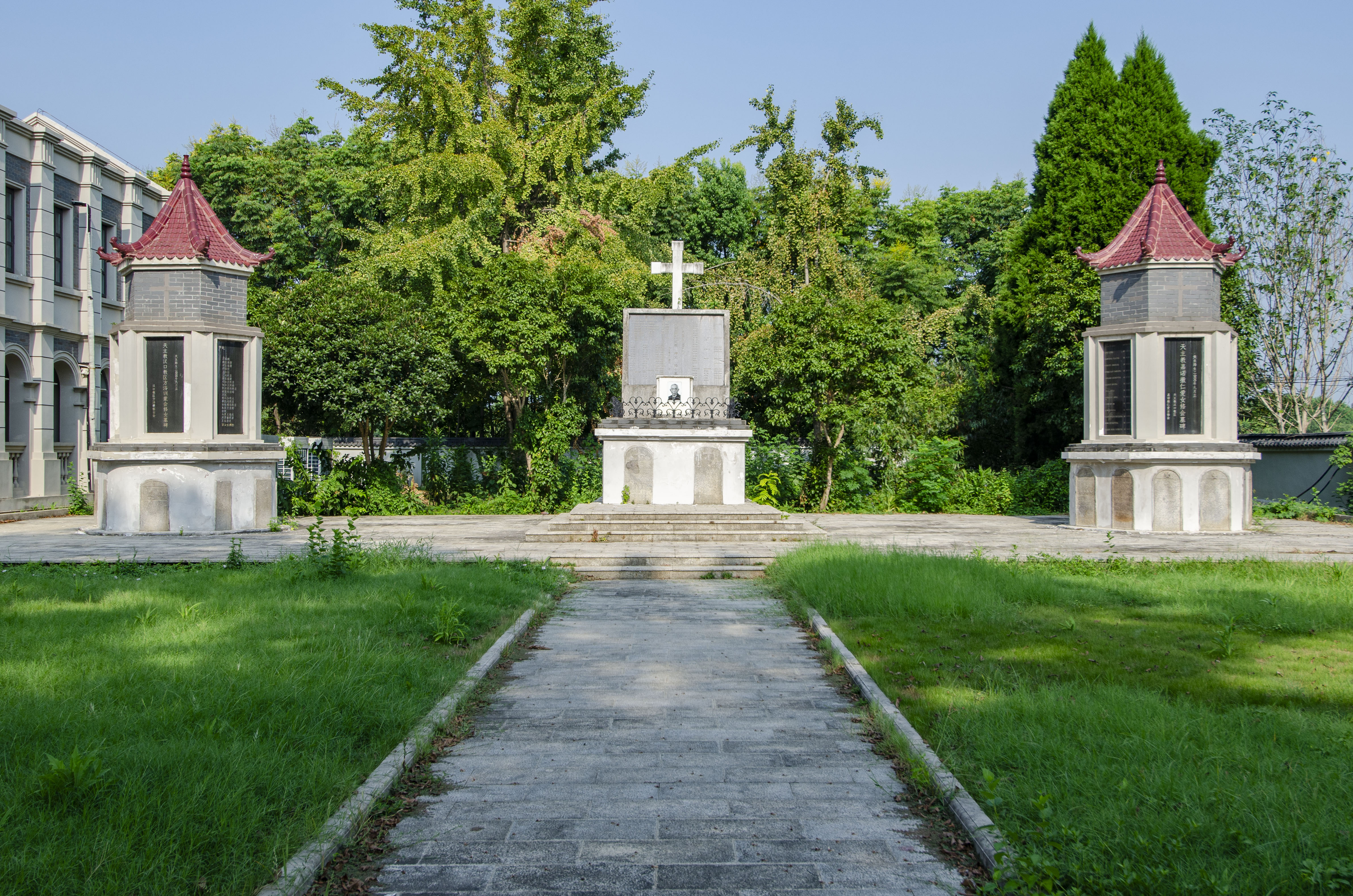
墓地全貌，中间的坟茔为汉口教区主教、神父、修士墓，董光清亦葬于此处
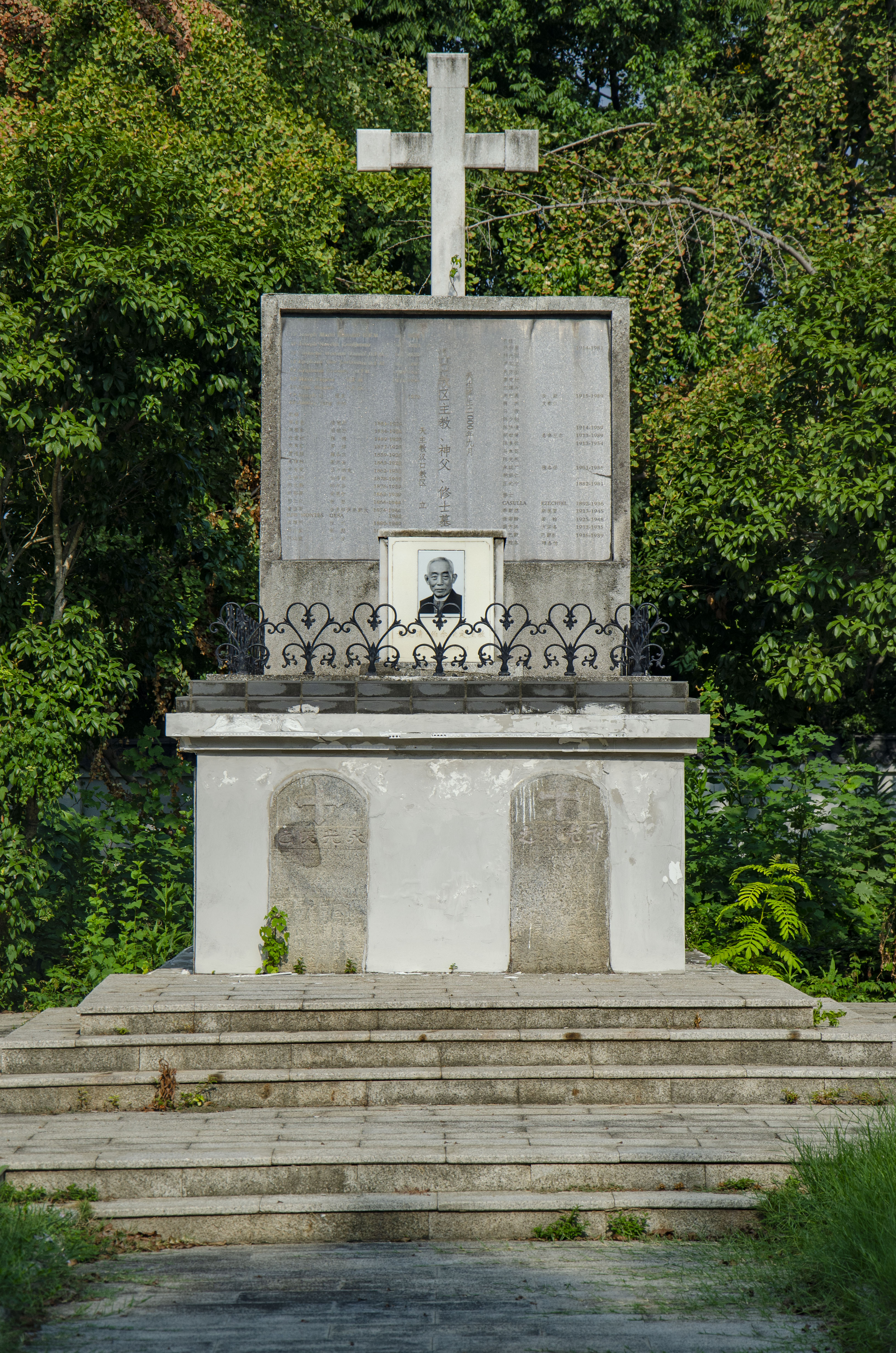
中间坟茔细节，可见董光清遗像

## 文物保护

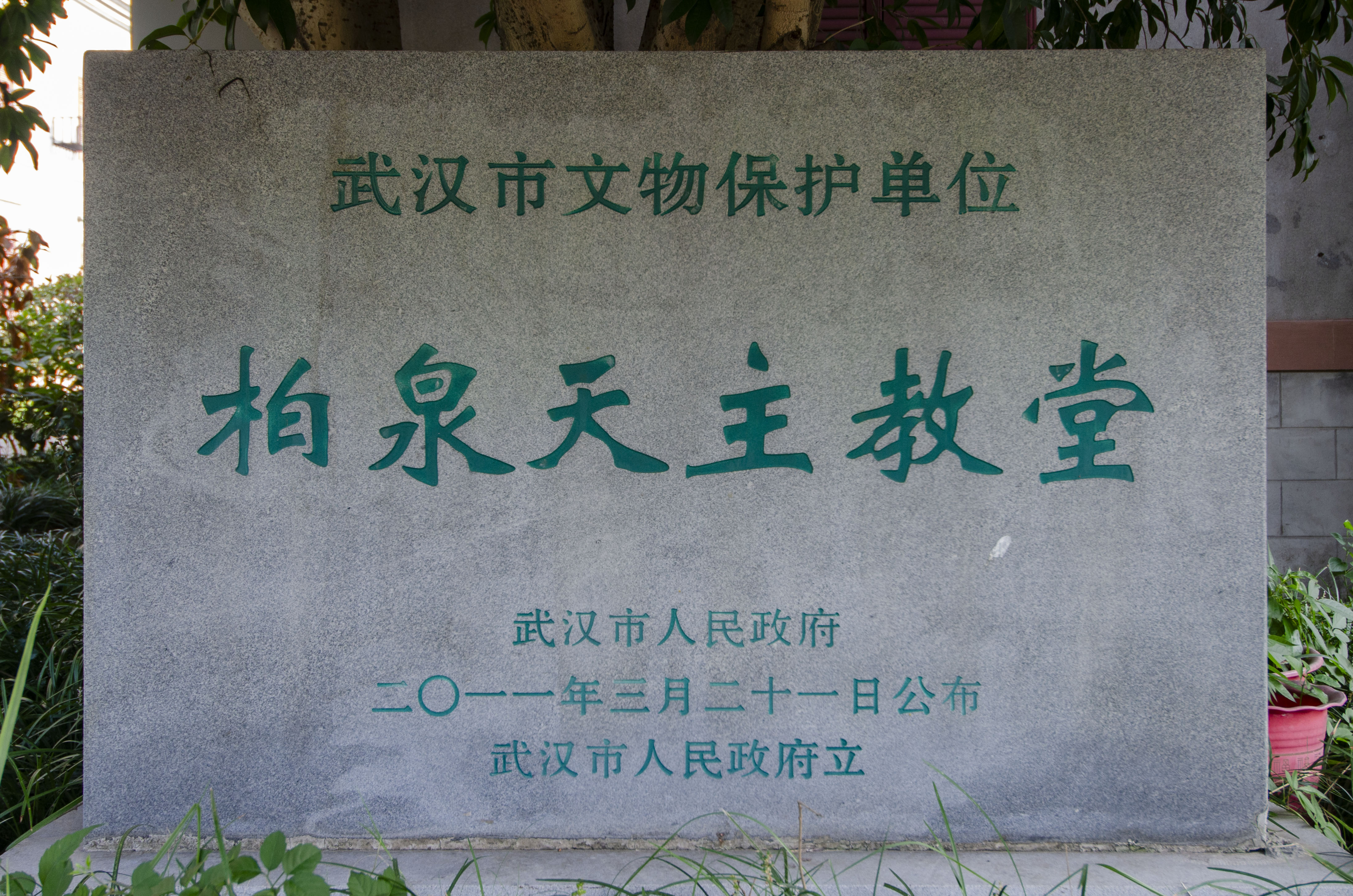
文物保护标识，位于东楼前

1987年10月，武汉市东西湖区人民政府将教堂以柏泉天主堂古建之名列为区级文物保护单位。2011年，以“柏泉天主教堂”的名义被武汉市人民政府列为第五批武汉市文物保护单位。
文物的保护范围：柏泉天主教堂本体及周围一定范围。四至：以教堂外墙为界，北面向外延伸22—28米至现状道路，西面向外延8—26米至外围围墙线，南面向外延伸9米至外围围墙线，东面向外延伸6—20米至外围围墙线。。
文物的建设控制地带：以保护范围四至为界，四周各向外延伸30米。

## 备注
1. ↑  依据堂方出示信息，恢复宗教活动的时间为1995年。
2. ↑  堂方公示的教堂介绍中载为1886年